# Big Three
Big Three, eller Detroit Three, är ett samlingsnamn för de tre stora amerikanska fordonskoncernerna General Motors, Ford och Chrysler. Alla tre har sina huvudkontor i eller nära staden Detroit i Michigan.